# Still Be Love in the World
Still Be Love in the World — мини-сборник британского рок-музыканта Стинга, был издан 1 марта 2001 года и продавался исключительно в специализированных магазинах на территории Соединённых Штатов. Компиляция содержит концертные записи и ремиксы.

## Список композиций
Все песни написаны Стингом, за исключением «A Thousand Years» — в соавторстве с Марком Элдриджем.
1. «After the Rain has Fallen» (live) — 4:41
2. «A Thousand Years» (Nitin Sawhney mix) — 5:24
3. «Perfect Love Gone Wrong» (live) — 6:20
4. «Every Breath You Take» (live) — 4:26
5. «Fragile» (live) — 4:05
6. «Brand New Day» (Cornelius mix) — 5:25
7. «Desert Rose» (Melodic club mix (radio edit)) — 4:45